# Göran Hammarström
Ulf Göran Emil Hammarström (* 9. April 1922 in Landskrona; † 15. Dezember 2019 in Melbourne) war ein schwedischer Sprachwissenschaftler und Romanist.

## Leben und Werk
Hammarström studierte ab 1940 an der Universität Uppsala bei Johan Melander und Paul Falk und wurde 1953 promoviert mit der Dissertation Etude de phonétique auditive sur les parlers de l’Algarve (Uppsala 1953). Von 1953 bis 1965 war er Dozent für romanische Sprachwissenschaft und von 1955 bis 1965 Dozent und Professor für Phonetik an der Universität Uppsala. Von 1965 bis 1987 war er Inhaber des ersten australischen Linguistiklehrstuhls an der Monash University in Melbourne. Von 1994 bis 1998 vertrat er an der Johannes Gutenberg-Universität Mainz den Lehrstuhl für romanische Sprachwissenschaft.

## Werke
- Fransk fonetik. Stockholm 1960.
  - (deutsche Bearbeitung von Uwe Petersen) Französische Phonetik. Narr, Tübingen 1972. 3. Auflage 1998.
- Linguistische Einheiten im Rahmen der modernen Sprachwissenschaft. Springer, Berlin 1966.
  - (spanisch) Las unidades linguísticas en el marco de la linguística moderna. Gredos, Madrid 1974.
- Linguistic units and items. Springer, Berlin 1976.
- Dos estudios dialectológicos. Mexiko-Stadt 1975.
- Australian English. Its origin and status. Buske, Hamburg 1980.
- (Hrsg. mit Hermann Bluhme) Descriptio linguistica. Proceedings of the 1. Conference on Descriptive and Structural Linguistics, Antwerp 9 - 10 September, 1985. Narr, Tübingen 1987.
- Linguistic units and items II. Hector, Frankfurt am Main 1995.
- Fundamentals of synchronic linguistics. LINCOM Europa, München 2008.
- Fundamentals of language production and apperception. LINCOM München 2016.